# Thuyết địa tâm

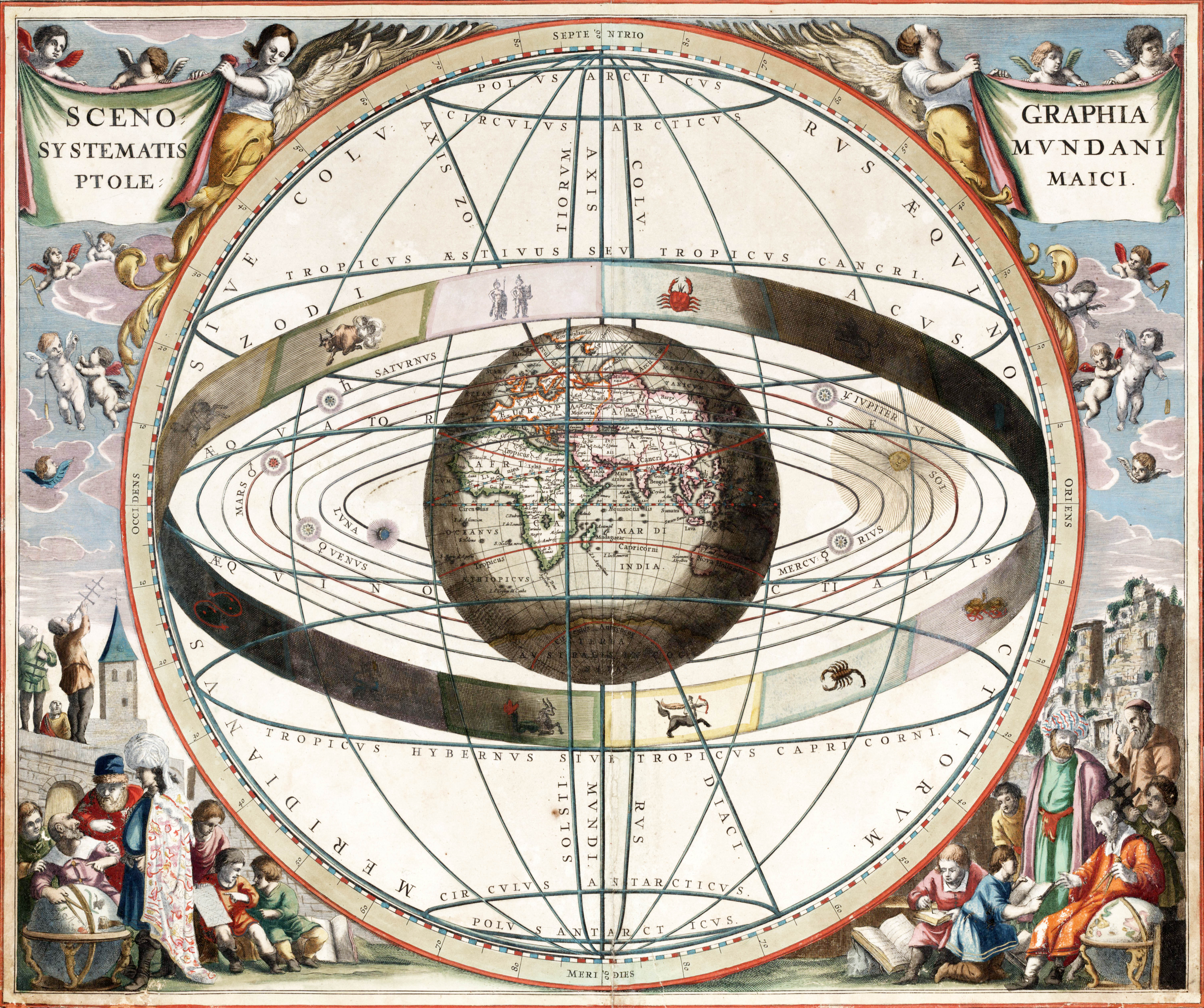
Bức tranh nghệ thuật thể hiện hệ địa tâm có các dấu hiệu của hoàng đạo và hệ mặt trời với Trái Đất ở trung tâm.

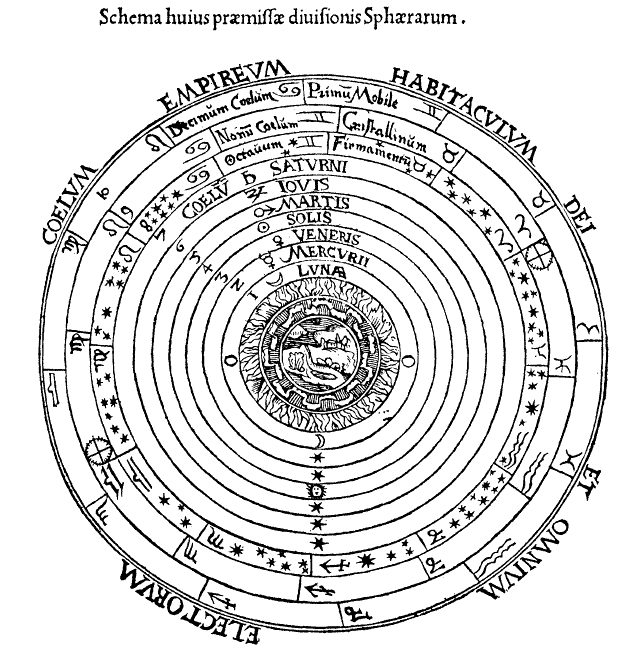
Hình mẫu ban đầu của hệ Ptolemaeus.

Trong thiên văn học, mô hình địa tâm (tiếng Anh: geocentric model; từ tiếng Hy Lạp: geo "Trái Đất" và kentron "trung tâm") của vũ trụ là lý thuyết cho rằng Trái Đất là trung tâm của vũ trụ và Mặt Trời cùng các thiên thể khác quay quanh nó.
Hệ này được coi là hình mẫu tiêu chuẩn thời Hy Lạp cổ đại, được cả Aristotle và Ptolemaeus, cũng như đa số các nhà triết học Hy Lạp đồng thuận rằng Mặt Trời, Mặt Trăng, các ngôi sao, và những hành tinh có thể quan sát được bằng mắt thường đều quay quanh Trái Đất. Các ý tưởng tương tự cũng đã xuất hiện ở thời Trung Quốc cổ đại. Aristarchus xứ Samos đã đưa ra một mô hình nhật tâm của hệ mặt trời, nhưng rõ ràng ông ở phe thiểu số tin rằng Trái Đất không nằm ở trung tâm.
Người Hy Lạp cổ đại và các nhà triết học thời Trung Cổ thường cho mô hình địa tâm đi cùng với Trái Đất hình cầu, không giống với mô hình Trái Đất phẳng từng được đưa ra trong một số thần thoại. Người Hy Lạp cổ đại cũng tin rằng những sự chuyển động của các hành tinh đi theo đường tròn chứ không phải hình elíp. Quan điểm này thống trị văn hoá phương tây cho tới tận trước thế kỷ 17.
Mô hình địa tâm là quan điểm thống trị trước thời Cận đại; từ cuối thế kỷ 16 trở về sau nó dần bị thay thế bởi thuyết nhật tâm của Nicolaus Copernicus, Galileo Galilei và Johannes Kepler.

## Hy Lạp cổ đại
Mô hình địa tâm bắt đầu xuất hiện trong triết học và thiên văn học Hy Lạp từ rất sớm. Có thể tìm thấy những dấu vết mô hình này trong triết học tiền socrat. Vào thế kỷ thứ 6 trước Công Nguyên, Anaximander đã đưa ra một vũ trụ học với Trái Đất như một mặt cắt của một cột trụ (một hình trụ), được giữ ở bên trên tại trung tâm tất cả mọi vật. Mặt trời, Mặt Trăng, và các hành tinh được đục trong những bánh xe vô hình quanh Trái Đất; thông qua những hố đó, con người có thể thấy được ngọn lửa thần bí. Cùng thời gian ấy, những môn đồ Pytago dạy rằng Trái Đất là một hình cầu, nhưng không phải ở trung tâm; họ tin rằng nó chuyển động quanh một ngọn lửa thần bí. Sau này các quan điểm đó được phối hợp với nhau, vì thế đa số những học giả Hy Lạp từ thế kỷ thứ 4 trước Công nguyên đều nghĩ rằng Trái Đất là một hình cầu tại trung tâm vũ trụ.
Trong thế kỷ thứ 4 trước Công nguyên, hai nhà triết học Hy Lạp có nhiều ảnh hưởng đã viết các tác phẩm dựa trên mô hình địa tâm. Đó là Plato và học trò của mình, Aristotle. Theo Plato, Trái Đất hình cầu, và nằm ở trung tâm vũ trụ. Các ngôi sao và các hành tinh được gắn trên các mặt cầu quay quanh Trái Đất, với thứ thự (từ trong ra ngoài): Mặt Trăng, Mặt trời, Sao Kim, Sao Thủy, Sao Hoả, Sao Mộc, Sao Thổ, các ngôi sao cố định. Trong "Thần thoại Trái Đất" (myth of Er) một phần của cuốn Cộng hoà, Plato miêu tả vũ trụ như Con suốt của sự tất yếu (spindle of necessity), được chăm sóc bởi các Mỹ nhân ngư và được quay bởi ba Thần mệnh. Eudoxus xứ Cnidus, người cùng làm việc với Plato, đã phát triển một cách giải thích ít tính thần bí và khoa học hơn về sự chuyển động của các hành tinh dựa trên lời tuyên bố của Plato cho rằng toàn bộ các hiện tượng trên trời có thể được giải thích bằng một chuyển động tròn duy nhất. Aristotle đã thêm chi tiết vào hệ thống của Eudoxus. Trong hệ thống đã được phát triển đầy đủ của Aristotle, Trái Đất hình cầu nằm ở trung tâm vũ trụ. Mọi vật thể trên trời được gắn với 56 mặt cầu đồng tâm quay quanh Trái Đất. (Số lượng nhiều bởi mỗi hành tinh cần nhiều mặt cầu trong suốt). Mặt Trăng nằm trên mặt cầu gần tâm nhất. Vì thế nó thuộc địa hạt Trái Đất, khiến nó cũng không hoàn hảo, gây nên các chấm đen và phải trải qua các tuần trăng. Nó không hoàn hảo như những vật thể khác trên trời, vốn tự toả sáng bằng ánh sáng của chính mình.
Thuyết địa tâm được nhiều người tin theo bởi nó phù hợp với các quan sát thông thường. Đầu tiên, nếu Trái Đất thực sự chuyển động, thì một người trên đó phải quan sát thấy các ngôi sao cố định dời chỗ vì hiện thượng thị sai. Nói gọn, những hình dạng của các chòm sao phải thay đổi ở mức quan sát thấy trong năm. Trên thực tế, các ngôi sao ở quá xa so với Mặt trời và các hành tin tới mức chuyển động của chúng (thực sự có tồn tại) không thể quan sát thấy cho đến tận thế kỷ 19. Vì không thể quan sát thấy thị sai nên bất cứ một thuyết nào khác ngoài mô hình địa tâm đều bị bác bỏ.
Một sự quan sát có nhiều ảnh hưởng khác là Sao Kim luôn có độ sáng ổn định trong mọi khoảng thời gian "và vì thế nó luôn ở cùng một khoảng cách so với Trái Đất". Trên thực tế điều đó xảy ra bởi vì phần ánh sáng mất đi trong các tuần của nó bù trừ cho kích thước biểu kiến thay đổi theo khoảng cách của Sao Kim với Trái Đất. Những sự chống đối khác bao gồm ý tưởng do Aristotle đưa ra cho rằng những vật thể to lớn như Trái Đất theo trạng thái tự nhiên phải đứng yên và rằng phải cần có nhiều lực mới có thể làm chúng chuyển động. Một số người cũng tin rằng nếu Trái Đất quay quanh trục của nó thì không khí và các vật thể trên Trái Đất (như chim hay mây) sẽ bị bỏ lại đằng sau.
Một sai lầm lớn của các mô hình Eudoxus và Aristotle dựa trên các mặt cầu đồng thâm là họ không thể giải thích được sự thay đổi độ sáng của các hành tinh do sự biến đổi khoảng cách gây ra.

## Claudius Ptolemaeus
Dù những giáo lý căn bản của thuyết địa tâm Hy Lạp được hình thành từ thời Aristotle, các chi tiết về hệ của ông không phải là một tiêu chuẩn. Vinh dự này được dành cho Hệ Ptolemaeus, được nhà thiên văn học Hy Lạp-Rôma Claudius Ptolemaeus (hay còn gọi là Ptolemaeus) đưa ra vào thế kỷ thứ 2 sau Công nguyên. Cuốn sách thiên văn học quan trọng của ông Almagest là thành quả cao nhất của công trình kéo dài hàng thế kỷ của các nhà thiên văn Hy Lạp; nó đã được chấp nhận trong hơn một nghìn năm sau, được những người châu Âu và các nhà thiên văn học Hồi giáo coi là mô hình vũ trụ chính xác. Vì ảnh hưởng của nó, hệ Ptolemaeus thỉnh thoảng được coi tương tự với mô hình địa tâm.

Các yếu tố cơ bản của thiên văn học Ptolemaeus, thể hiện một hành tinh trên một ngoại luân với một mặt cầu chính lệch tâm trên một điểm tâm sai.

### Hệ Ptolemaeus
Trong hệ Ptolemaeus, mỗi hành tinh chuyển động trên hai hay nhiều mặt cầu: một mặt cầu chính (deferent) với tâm là Trái Đất, và các mặt cầu khác được gọi là ngoại luân nằm trên mặt cầu chính. Hành tinh chuyển động trên các mặt cầu và ngoại luân đó. Mặt cầu chính quay quanh Trái Đất trong khi ngoại luân quay bên trong mặt cầu chính, khiến hành tinh có thể tiến gần hay rời xa Trái Đất hơn tùy theo các điểm khác nhau trên quỹ đạo của nó, và thậm chí có thể di chuyển chậm, dừng lại, đi giật lùi (trong chuyển động lùi). Các ngoại luân của Sao Kim và Sao Thủy luôn có tâm trên một đường thẳng nối Trái Đất với Mặt trời (Sao Thủy gần Trái Đất hơn), điều này giải thích tại sao chúng luôn gần nhau trên bầu trời. Thứ tự các hành tinh từ Trái Đất trở ra theo hệ Ptolemaeus như sau:
1. Mặt Trăng
2. Sao Thủy
3. Sao Kim
4. Mặt trời
5. Sao Hoả
6. Sao Mộc
7. Sao Thổ
8. Các định tinh

Mô hình mặt cầu chính và các ngoại luân đã từng được các nhà thiên văn Hy Lạp sử dụng trong nhiều thế kỷ, cũng như ý tưởng lệch tâm (một mặt cầu chính có tâm hơi lệch khỏi tâm Trái Đất). Trong hình minh hoạ, tâm của mặt cầu chính không phải tâm Trái Đất mà là điểm X, khiến nó bị lệch tâm (trong tiếng Latinh ex- hay e- có nghĩa "từ," và centrum nghĩa "trung tâm"). Không may thay, hệ này ở thời Ptolemaeus không tương thích lắm với các quan sát, thậm chí khi nó đã được cải tiến nhiều so với hệ Aristotle. Thỉnh thoảng kích thước các hành tinh đang thụt lùi (trường hợp dễ thấy nhất là Sao Hoả) nhỏ lại, và thỉnh thoảng lại to hơn. Điều này khiến ông phải đưa ra ý tưởng về một đẳng thước (equant). Điểm đẳng thước là một điểm gần tâm một quỹ đạo hành tinh mà, nếu bạn đứng đó quan sát, trung tâm ngoại luân của hành tinh sẽ luôn thể hiện di chuyển với cùng một tốc độ. Vì thế, hành tinh trên thực tế đang chuyển động với một tốc độ khác nhau tùy theo điểm mà ngoại luân ở trên mặt cầu chính. Khi sử dụng đẳng thứoc, Ptolemaeus muốn giữ chuyển động luôn là đồng nhất và hình tròn, nhưng nhiều người không thích nó bởi vì họ cho rằng nó không chính xác với tuyên bố của Plato về "chuyển động tròn đồng nhất." Hệ thống cuối cùng được nhiều người chấp nhận ở phương tây là một hệ thống rất cồng kềnh khi quan sát theo quan điểm hiện nay; mỗi hành tinh cần một ngoại luân quay quanh mặt cầu chính, được bù thêm bằng một tâm sai khác nhau tùy theo hành tinh. Nhưng hệ này lại phán đoán được chuyển động của nhiều thiên thể, gồm cả sự khởi đầu và kết thúc của chuyển động lùi, khá chính xác ở thời điểm ấy.

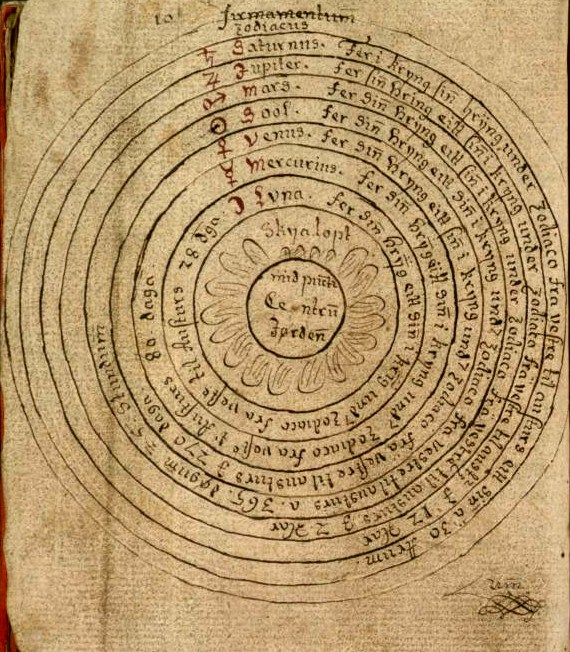
Bức vẽ này trong một bản thảo ở Iceland niên đại khoảng năm 1750 thể hiện mô hình địa tâm.

## Hệ địa tâm và các hệ thống đối nghịch khác
Không phải tất cả những người Hy Lạp đều đồng tình với mô hình địa tâm. Hệ thống của Pytago đã được đề cập tới; một số người theo trường phái Pytago tin rằng Trái Đất là một trong nhiều hành tinh quay quanh một ngọn lửa thần bí. Hicetas và Ecphantus, hai học trò của Pytago ở thế kỷ thứ 5 trước Công nguyên, và Heraclides Ponticus ở thế kỷ thứ 4 trước Công nguyên, tin rằng Trái Đất quay quanh trục của nó nhưng vẫn là trung tâm của vũ trụ. Một hệ thống như vậy vẫn được coi là hệ địa tâm. Ở thời Trung cổ hệ thống này được Jean Buridan sửa đổi lại. Heraclides Ponticus cũng thỉnh thoảng được cho là đã đưa ra ý tưởng rằng cả Sao Kim và Sao Thủy đều quay quanh Mặt trời chứ không phải Trái Đất, nhưng bằng chứng chứng minh cho ý tưởng đó không rõ ràng. Martianus Capella rõ ràng đã đặt Sao Thủy và Sao Kim trên những ngoại luân quanh Mặt trời.
Aristarchus xứ Samos là người có tư tưởng tiến bộ nhất. Ông đã viết một tác phẩm, hiện không còn nữa, về hệ nhật tâm, nói rằng Mặt trời nằm ở trung tâm vũ trụ, trong khi Trái Đất và các hành tinh khác quay quanh nó. Lý thuyết của ông không phổ biến, và chỉ có một người duy nhất được biết đến đã ủng hộ lý thuyết của ông, Seleukos xứ Seleucia.

### Hệ thống Copernicus
Năm 1543 hệ địa tâm lần đầu tiên bị thách thức nghiêm trọng khi Copernicus xuất bản cuốn Về chuyển động quay của các thiên thể (De revolutionibus orbium coelestium), ấn định rằng Trái Đất và các hành tinh khác đều quay quanh Mặt trời. Hệ địa tâm vẫn còn tồn tại nhiều năm sau đó, bởi vì ở thời ấy hệ Copernicus không đưa ra được các tiên đoán tốt hơn về vị trí các hành tinh so với hệ địa tâm, và nó đặt ra các vấn đề đối với cả triết học tự nhiên và Kinh thánh.
Với sự phát minh ra kính viễn vọng năm 1609, những cuộc quan sát đầu tiên do Galileo tiến hành (như Sao Thổ có các Mặt Trăng) đặt ra một số nghi vấn đối với những giáo lý của thuyết địa tâm nhưng không đe dọa nghiêm trọng tới vị trí của nó.

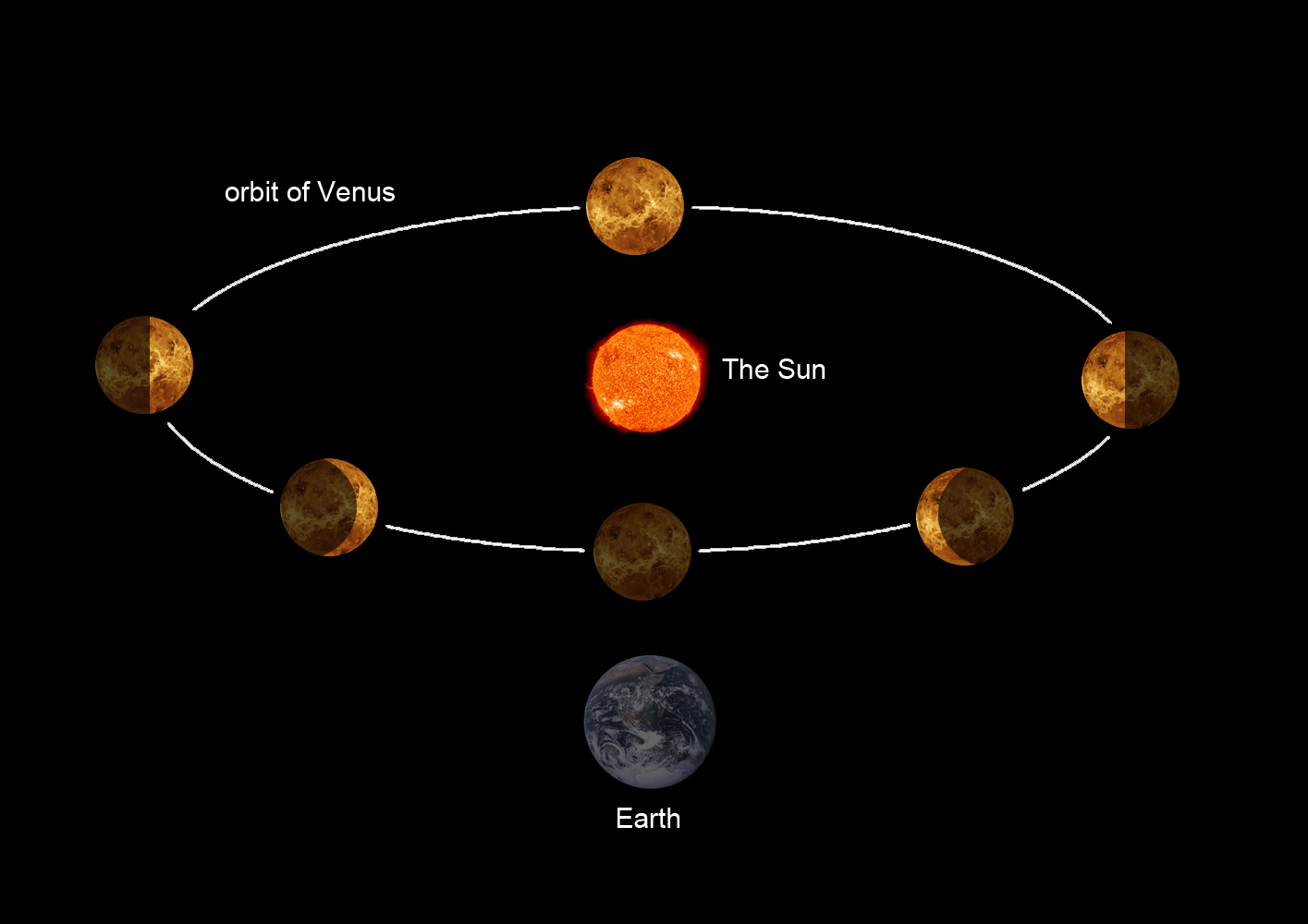
Các tuần của Sao Kim

Tháng 12 năm 1610, Galileo Galilei đã sử dụng kính viễn vọng của mình chứng minh rằng Sao Kim có trải qua các tuần, giống như các tuần Mặt Trăng. Đây là một bằng chứng cho thấy sự không chính xác của hệ Ptolemaeus.
Ptolemaeus đặt Sao Kim bên trong mặt cầu của Mặt trời (giữa Mặt trời và Sao Thủy), đây là hành động tùy tiện; ông chỉ có thể đơn giản đổi vị trí Sao Kim và Sao Thủy rồi đặt chúng vào phía bên kia của Mặt trời, hay đặt chúng ở bất cứ vị trí nào, khi chúng luôn nằm gần đường thẳng từ Trái Đất tới Mặt trời. Trong trường hợp này nếu Mặt trời là nguồn gốc của mọi ánh sáng, theo hệ Ptolemaeus:
Nếu Sao Kim nằm giữa Trái Đất và Mặt trời, pha của Sao Kim phải luôn là hình lưỡi liềm hoặc hoàn toàn tối.
Nếu Sao Kim ở phía bên kia Mặt trời, pha của Sao Kim phải luôn khuyết hoặc hoàn toàn tròn.
Nhưng Galileo quan sát thấy ban đầu Sao Kim nhỏ và tròn đầy nhưng sau đó lớn lên và có hình lưỡi liềm.
Các nhà thiên văn học thời kỳ này cho rằng nếu các kết quả được chấp nhận là đúng thì đó là một bằng chứng không thể phủ nhận cho thấy sự sai lầm của vũ trụ học Ptolemaeus. Vì thế, nửa sau thế kỷ 17 là thời gian diễn ra cuộc tranh chấp giữa các mô hình vũ trụ dựa trên hệ thống Tycho của Tycho Brahe (trong đó Trái Đất vẫn nằm ở trung tâm vũ trụ và Mặt trời quay quanh nó, nhưng toàn bộ các hành tinh khác quay quanh Mặt trời theo rất nhiều hệ ngoại luân), và hệ Copernicus.

## Hấp dẫn: Newton và Einstein
Năm 1687, Isaac Newton đưa ra định luật hấp dẫn vũ trụ, cho rằng lực hấp dẫn là lực khiến Trái Đất và các hành tinh chuyển động trong vũ trụ cũng như giữ không khí không bị bay đi mất.
Năm 1838, nhà thiên văn học Friedrich Wilhelm Bessel đã đo thành công thị sai của ngôi sao 61 Cygni, và đây được coi là bằng chứng cuối cùng cho thấy Trái Đất đang chuyển động.
Từ quan điểm khoa học hiện đại, đặc biệt theo thuyết tương đối rộng của Einstein, không hề có hệ tham chiếu tuyệt đối, mà chỉ có những hệ tham chiếu thích hợp hay không thích hợp cho một mục đích quan sát mà thôi. Một hệ tham chiếu với Trái Đất là trung tâm thích hợp cho những hoạt động thường ngày và đa số các thực nghiệm khác, nhưng nó lại không phải là một lựa chọn tốt cho cơ học hệ mặt trời và du lịch không gian. Trong khi hệ tham chiếu với mặt trời ở trung tâm thích hợp hơn cho những trường hợp đó, thiên văn học thiên hà và ngoại thiên hà dễ tiếp cận hơn nếu coi Mặt trời không đứng yên cũng không phải là trung tâm vũ trụ mà đang quay quanh trung tâm ngân hà.

## Thuyết địa tâm ngày nay
Một số tín đồ chính thống Do Thái, Thiên chúa giáo và Hồi giáo vẫn giải thích theo sách kinh tôn giáo của họ rằng Trái Đất là trung tâm của vũ trụ - được gọi là thuyết địa tâm hiện đại.

### Trong mô hình thiên văn học
Mô hình địa tâm (Ptolemaeus) về hệ mặt trời vẫn thường được những người chế tạo các mô hình thiên văn học ưa chuộng, bởi vì, về lý do kỹ thuật, cơ cấu chuyển động của các hành tinh kiểu Ptolemaeus có nhiều ưu thế hơn so với hệ Copernicus. Các mặt cầu thiên thể, được sử dụng cho các mục đích giảng dạy và thỉnh thoảng cho cả mục đích hoa tiêu cũng vẫn dựa trên hệ địa tâm.